# Cour d'appel d'Angers
La cour d'appel d'Angers traite les affaires déjà jugées par les tribunaux de première instance de son ressort. Elle a compétence sur les tribunaux judiciaires d'Angers, Laval, Le Mans, Saumur, sur les tribunaux de proximité des villes de Cholet et de La Flèche, ainsi que sur les tribunaux de commerce et conseils de prud'hommes situés dans les départements de Maine-et-Loire, de la Mayenne et de la Sarthe. Elle se situe dans le palais de justice d'Angers. Son adresse postale est 1, rue Waldeck Rousseau à Angers.

## Organisation

### Premiers présidents
Eric Maréchal, depuis le 20 septembre 2019.
Il succède à Patricia Pomonti, conseillère à la Cour de cassation, présidente du 11 août 2016 au 1er septembre 2019.

### Procureurs généraux
Jacques Carrère, depuis le 18 septembre 2020.
Il succède à Brigitte Lamy, avocate générale à la Cour de cassation, nommée procureure générale près la cour d’appel d’Amiens.

## Tribunaux du ressort
|                | 4 tribunaux judiciaires | 2 tribunaux de proximité | 3 conseils de prud'hommes | 3 tribunaux de commerce |
| -------------- | ----------------------- | ------------------------ | ------------------------- | ----------------------- |
| Maine-et-Loire | - Angers - Saumur       | - Cholet                 | - Angers                  | - Angers                |
| Mayenne        | - Laval                 |                          | - Laval                   | - Laval                 |
| Sarthe         | - Le Mans               | - La Flèche              | - Le Mans                 | - Le Mans               |